# Laudenbach (Unterfranken)
Laudenbach település Németországban, azon belül Bajorországban. Lakosainak száma 1538 fő (2023. december 31.).

## Népesség
A település népessége az elmúlt években az alábbi módon változott:
| Lakosok száma | 1280 | 1233 | 1415 | 1417 | 1419 | 1431 | 1465 | 1454 | 1500 | 1538 |
|               | 1975 | 1987 | 2012 | 2013 | 2014 | 2016 | 2017 | 2019 | 2022 | 2023 |